# 新港街道 (天津市)
新港街道是中华人民共和国天津市滨海新区下辖的一个街道办事处。

## 行政区划
新港街道下辖以下村级行政区划单位：
新开里社区、新尚里社区、近开里社区、港航社区、海防里社区、海宁里社区、安定里社区、三百吨社区、海港社区、远洋心里社区和港务局社区。